# 아그니호트라
아그니호트라(산스크리트어: अग्निहोत्र)는 엄격한 의례에 따라 성화단에 기를 바치는 야즈나를 의미하며, 슈라우타 전통에 따라 매일 두 번 행해지는 뜨거운 우유 공양을 포함할 수 있다. 이 의식은 P.E. 뒤몽에 의해 "풍요의 주술"로, 그리고 밤과 해돋이에 태양을 상징적으로 보존하고 창조하는 "태양 주술"로 묘사되었다.
이 전통은 베다 시대로 거슬러 올라가며, 브라만들은 리그베다의 구절을 읊으며 아그니호트라 의식을 행한다. 이는 인도이란인 전체의 유산의 일부이며, 옛 아베스타어에 언급된 조로아스터교 야스나 합탕하이티 의식이라는 관련 이란의 불 숭배 의식을 포함한다. 브라만교에서 아그니호트라는 가장 간단한 공공 의식이었고, 모든 브라만 및 바이샤 가문의 수장은 매일 두 번 이를 행해야 했다. 이 의식은 이미 인도에서 우파니샤드와 함께 종교적 행위로 인기가 있었다. 이 전통은 현재 인도 아대륙의 많은 지역, 주로 인도와 네팔에서 행해지고 있다. 아그니호트라 의식을 행하는 브라만은 아그니호트리라고 불린다.

## 베다 아그니호트라

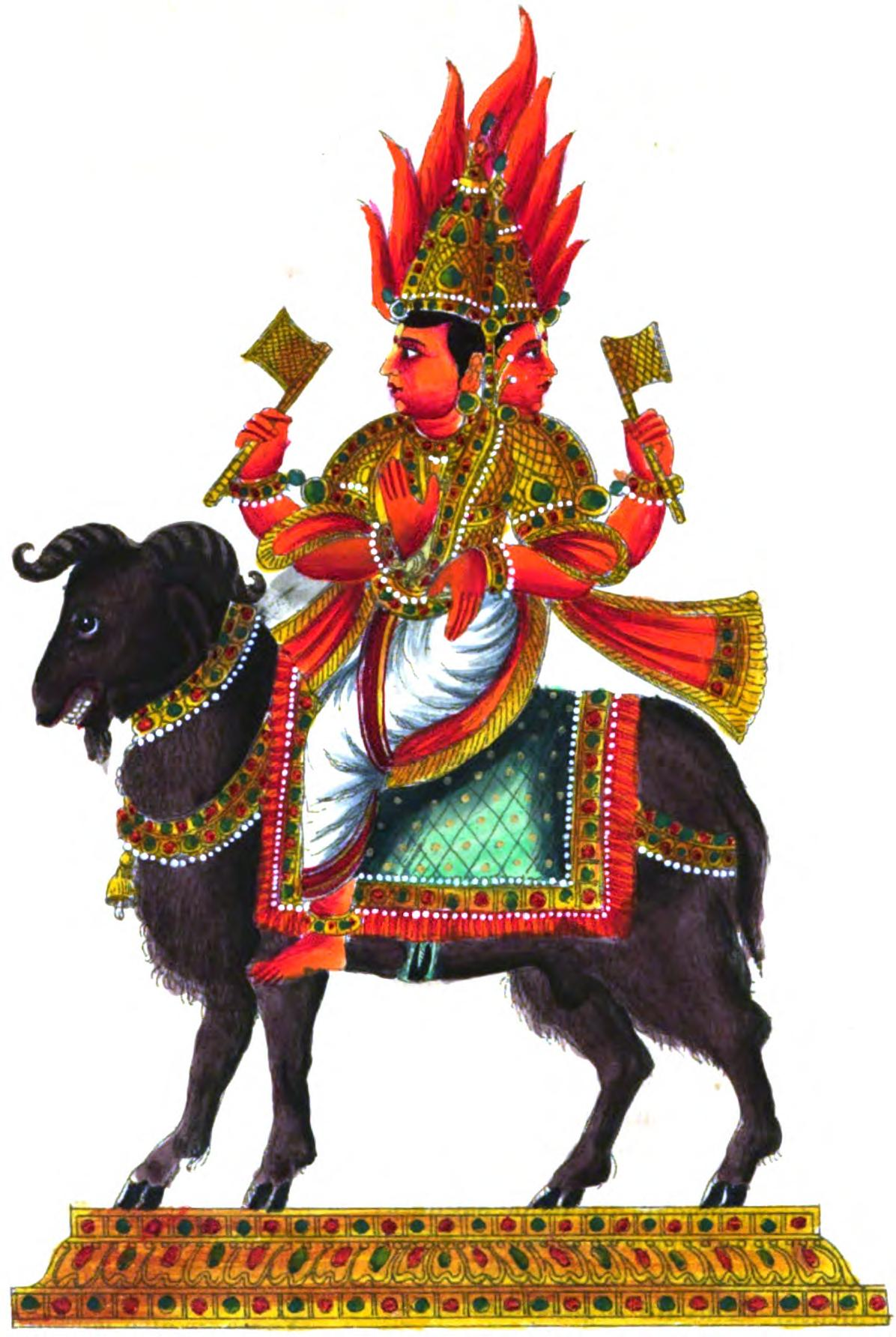
저녁 아그니호트라의 수혜자인 아그니.

### 예비 의식

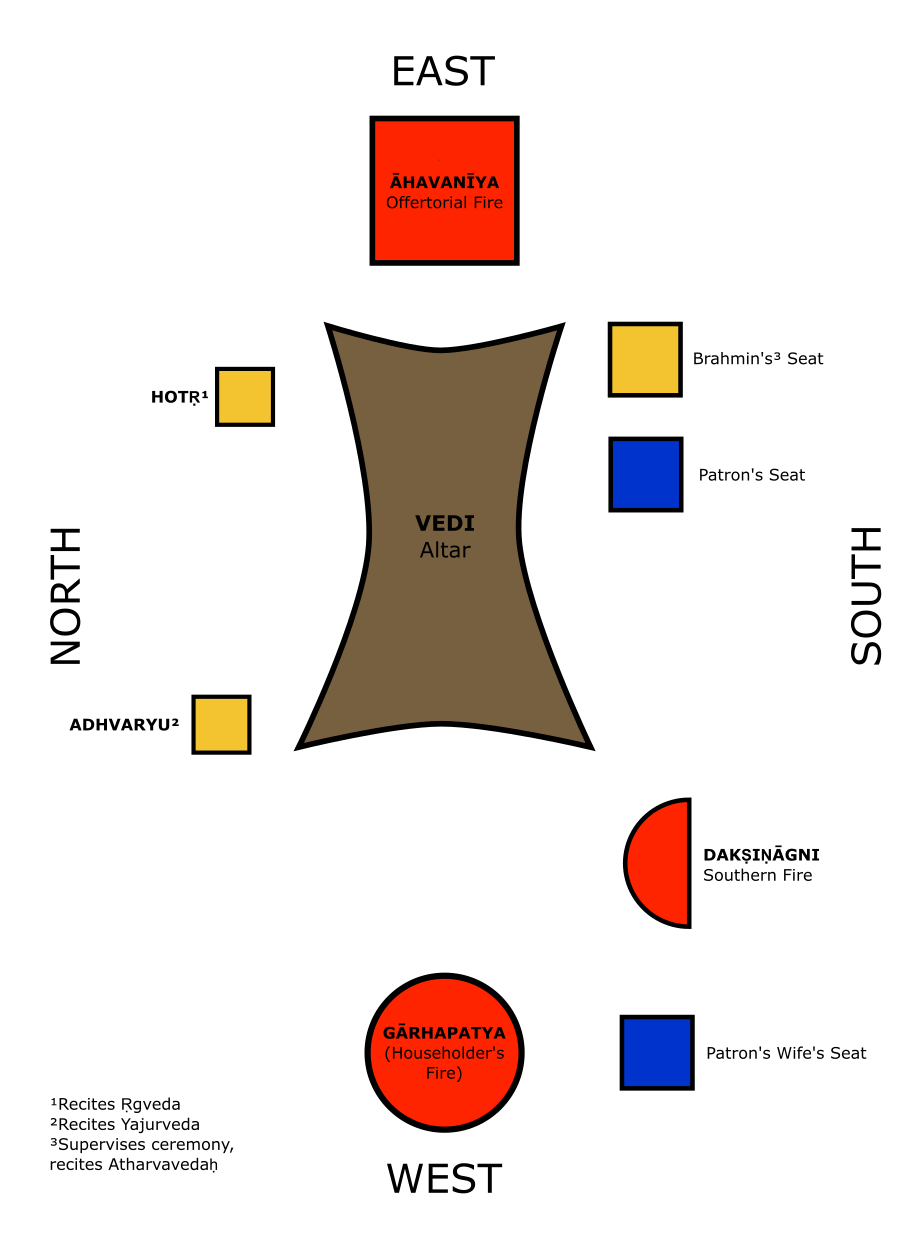
제의자들이 사용하는 전형적인 베다 야즈나 희생 공간

이 의식은 매일 두 번, 해돋이 직전이나 직후, 그리고 해질녘이나 첫 번째 밤 별이 나타난 후에 행해진다. 아침과 저녁 아그니호트라는 제의자들이 읊는 만트라와 찬송가에 따라 다르다. 희생에는 최소 네 사람이 참여한다: 의식을 수행하기 위해 사제들을 고용하는 희생자(브라만), 그의 아내, 아드바리유(산스크리트어: अध्वर्यु), 그리고 착유자.
베다 의식은 일반적으로 네 명의 사제가 수행한다: 앞서 언급된 아드바리유는 희생의 물리적 세부 사항을 담당하고 야주르베다를 읊으며, 호트르 (산스크리트어: होतृ)는 리그베다를 낭송하고, 우드가트르 (산스크리트어: उद्गातृ)는 사마베다의 찬송가를 부르며, 브라만 (산스크리트어: ब्राह्मण brāhmaṇa)은 의식을 감독하고 발생할 수 있는 오류를 수정하면서 아타르바베다를 낭송한다. 세 개의 불이 있다: 사각형 화로에 불을 붙인 아하바니야 (산스크리트어: आहवनीय)라고 불리는 동쪽 제물 불, 원형 화로에 불을 붙여 가장의 불을 상징하는 서쪽의 가르하팟야 (산스크리트어: गार्हपत्य), 그리고 단순히 닥시나가니 (남쪽 불)(산스크리트어: दक्षिणाग्नि)라고 불리는 남쪽 불이다. 의식 동안에는 의례용 부젓가락, 냄비 (산스크리트어: अग्निहोत्रस्थाली agnihotrasthālī), 숟가락 (산스크리트어: स्रुव sruva), 국자 (산스크리트어: अग्निहोत्रहवनी agnihotrahavanī)가 모두 사용된다. 의식 공간의 중앙에는 의식을 수행하는 도구가 놓이는 흙 제단(산스크리트어: वेदी vedī)이 있다.
아그니호트라 의식에서 가장 흔한 공물은 젖이다. 카티아야나 슈라우타수트라는 소를 얻거나 천국에서 지위를 얻기 위해 우유로 희생할 것을 신봉자들에게 권한다. 다른 목적을 위한 대체 공물도 권장된다: 쌀 죽으로 마을을 얻고, 맹쌀로 힘을 얻고, 응고된 우유로 정교한 감각을 얻고, 기로 "예리함" 또는 "정신" (산스크리트어: तेज teja)을 얻는 것이다. 순전히 의례적 의무로서의 아그니호트라 수행은 니티야 (산스크리트어: नित्य)로 알려져 있으며, 특별한 목적을 가진 수행은 캄야로 불린다. (산스크리트어: नित्य)

### 의식
희생 지역이 청소되고 희생 불이 붙으면 암소가 희생터로 데려와지고, 아리아인이며 수드라가 아닌 착유자가 그 앞에서 만트라를 읊은 다음 송아지를 어미의 오른쪽으로 데려간 후 착유를 시작한다. 우유는 아그니호트라스탈리에 보관되는데, 이는 아리아인만이 만들 수 있다.
착유가 완료되면 아드바리유는 세 개의 불 주위에 물을 붓고, 가르하파티야에서 모아온 숯불에 모아놓은 우유를 끓인다. 아드바리유는 국자에 우유를 담아 아하바니야에 두 번 붓는데, 첫 번째는 만트라를 읊으며, 두 번째는 프라자파티에게 바치는 공물로 조용히 붓는다. 저녁에 우유를 바칠 때의 만트라는 "아그니는 빛이다. 빛은 아그니이다, 스바하" (산스크리트어: अग्निर् ज्योतिर् ज्योतिर् अग्निः स्वाहा agnir jyotir jyotir agniḥ svāhā)이다. 아침에는 아그니 대신 수리야가 사용된다: (산스크리트어: सूर्यो ज्योतिः ज्योतिः सूर्यः स्वाहा sūryo jyotiḥ ज्योतिः सूर्यः स्वाहा).
음복이 끝나면 국자를 다르바 풀로 닦고 물로 다시 채운다. 그런 다음 아하바니야에서 추가 만트라를 읊으며 가열하고, 추가 음복으로 제단에 붓는다. 의식의 특정 버전(타티리야 브라흐마나에 포함된 버전은 아님)에서는 이어서 한 잎의 풀이 아하바니야에 바쳐진다. 의식이 끝나면 아드바리유는 남은 물을 마시고 "르타로부터 사트야를 찾았다"는 만트라를 읊고 머리에 물을 붓는다.

### 이티하사
브라마나들은 아그니호트라의 기원에 대해 여러 가지 설명을 제시한다. 한 설명에서는 프라자파티가 아그니를 창조하고, 자신의 희생을 명령하는 목소리를 들은 후 이마의 땀(기가 됨)이나 눈을 바쳐 수리야를 창조한다. 희생의 불에 공물을 바칠 때 외치는 감탄사 스바하의 기원은 스바(자신)와 아하(말하다)의 조합으로 설명된다. 또 다른 설명에서는 아그니호트라가 프라자파티와 다른 데바들이 신성한 힘을 얻기 위해 수행했던 천 년 희생의 압축 버전이라고 한다.

## 네팔의 아그니호트라 의식

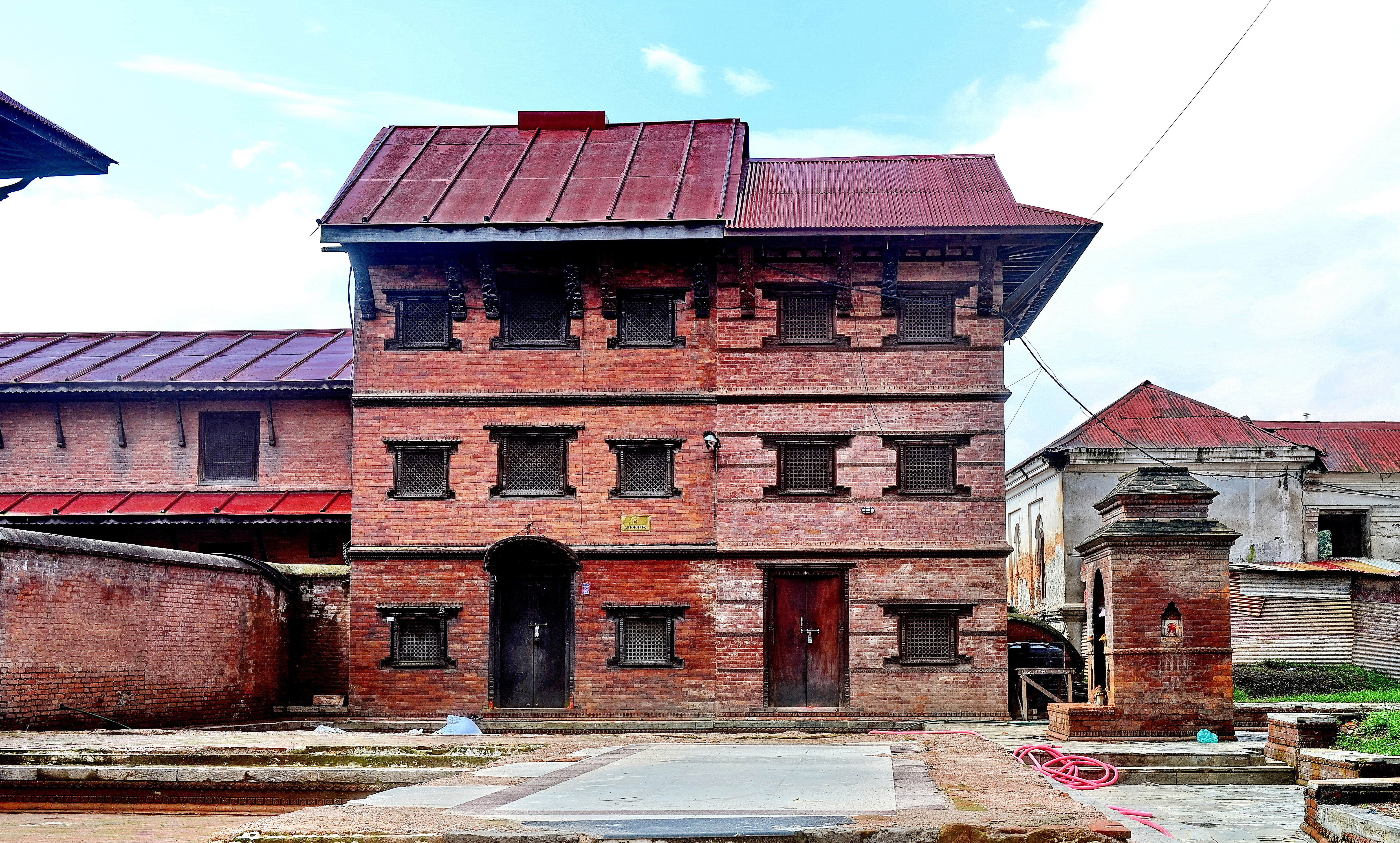
파슈파티나트 사원의 아감 하우스.

위첼(1992)은 최초의 아그니살라를 가상적으로 카트만두 계곡 서쪽 능선의 줄(마타티르타)에 위치시켰고, 나중에는 카트만두 하디가온에 있는 암슈베르마 궁전의 남쪽 가장자리에 위치시켰다. 최초의 비문 증거는 박타푸르 시 동부 타차팔 톨레에서 나왔으며, 마이틸인 왕 하리심하데바가 아그니호트리의 집에 탈레주 바바니의 얀트라를 세웠다는 전설로도 나타난다. 1600년부터는 아그니호트라가 파탄의 아그니살라 사원에서만 행해진 것으로 확인되었다.
네팔의 아그니호트라 의식은 기원후 약 1140년 아난다데바 왕의 비문에서 처음 기록되었는데, 그의 두 아들인 야쇼 말라와 소메스와라 왕자의 아그니마타 (또는 랄릿푸르의 아그니살라)에서의 입문식을 언급한다. 아그니살라 사원은 12세기부터 아그니호트라 불 희생 의식의 베다 전통을 유지해왔으며, 많은 의례적 변화를 겪었음에도 불구하고 기본적인 베다 의식은 여전히 온전하다. 아그니살라는 파탄의 네와르인 라조파디아야 브라만들이 유지하며, 이들은 네팔의 주요 크리슈나 야주르베다 브라만들이다.
이 외에도 다음과 같은 아그니살라가 확인되어 최근 복원되었다.
- 파슈파티나트 사원 (네팔의 유네스코 세계유산) 남쪽 끝에 있는 푸르베 브라만. 이것은 거의 200년 동안 시행되어 왔으며, 이 아그니살라를 위해 1974년에 정부는 연간 18,000 NRs(당시 약 7,000 미국 달러)를 제공했다.
- 카트만두의 부다 (네팔의 또 다른 유네스코 세계유산) 남쪽 쿠마리가에 있는 나라얀 프라사드 (푸르베 브라만).
- 카트만두 중앙 북쪽의 타멜에 있는 티르타 라지 아차리야.

## 아리아 사마지
아리아 사마지는 1875년에 창립된 종교 개혁 운동으로, 창립자인 다야난다 사라스와티가 해석한 베다 종교로의 회귀를 옹호한다. 무르티 (조상과 같은 종교적 이미지)에 푸자를 드리는 "푸라나" 의식을 강력히 비판하며, 신봉자들은 베다 경전에 설명된 다섯 가지 야즈나의 일부로 아그니호트라의 변형을 수행한다.

## 가자난 마하라지

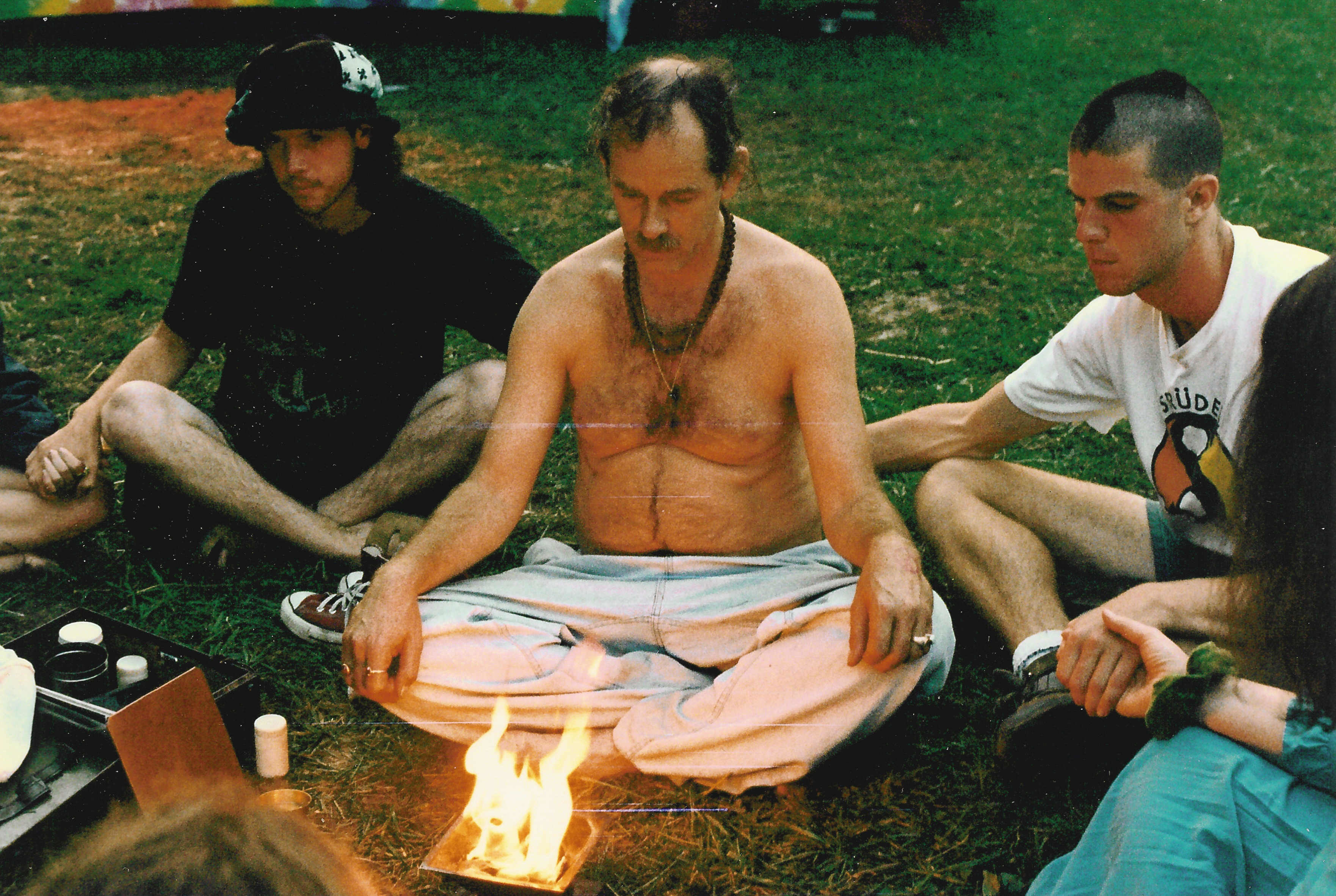
1992년 스노퀄미 고개 문댄스 축제에서 가자난 마하라지 이후 행해진 현대 아그니호트라.

아그니호트라 의식의 단순화된 변형은 1900년대 중반 가자난 마하라지에 의해 대중화되었는데, 소똥과 추가 기로 불을 붙인 구리 피라미드 형태의 화로에 기와 현미를 바치는 것을 포함하며, 이 과정에서 만트라가 반복된다. 수행자들은 의식을 행함으로써 여러 가지 신체적, 환경적 이점을 주장하지만, 이는 유사과학이다. 2007년에 실비아 크라츠와 에발트 샤웅은 아그니호트라 재가 토양의 인 함량을 증가시킬 수 있지만, 의식이 정해진 시간에 만트라와 함께 행해지든 아니든 그 수준은 동일하다는 것을 발견했다. 피라미드의 구성이 요인으로 작용하여, 철 피라미드에서 생성된 재는 구리로 만든 것보다 인 함량이 현저히 적은 것으로 나타났다.

### 만트라
베다 아그니호트라와 마찬가지로 가자난 마하라지 및 호마 테라피와 같은 단체들이 계승한 현대 아그니호트라도 두 가지 변형이 있는데, 하나는 저녁용이고 다른 하나는 아침용이다. 해질녘에 수행자는 "아그나예 스바하 이담 아그나예 나 마마" (Devanagari: अग्नये स्वाहा इदम् अग्नये न मम)라고 말하며, "스바하"를 말한 후 쌀이나 기의 절반을 불에 바친다. 첫 번째 만트라가 말해진 후, 수행자는 "프라자파타예 스바하 프라자파타예 이담 나 마마" (데바나가리: प्रजापतये स्वाहा प्रजापतये इदम् न मम)라고 말하며, "스바하"를 말하자마자 쌀 및 기의 두 번째 부분을 바친다. 아침 아그니호트라는 동일하며, 수리야가 아그니 대신 사용되는 점만 다르다.

## 같이 보기
- 아그니
- 호마 (의식)
- 아그니카야나
- 불의 설교
- 야즈나
- 힌두교의 디아나#아그니호트라
- 프라나아그니호트라 우파니샤드

### 설명주
1. ↑  아그니호트라를 장려한 가자난 마하라지는 19세기 성인이 아니라 20세기에 활동한 동일한 이름의 종교 지도자이다

1. ↑  직역: "아그니를 위한 것이다, 스바하. 아그니를 위한 것이며, 나를 위한 것이 아니다."
2. ↑  직역: "프라자파티를 위한 것이다, 스바하. 프라자파티를 위한 것이며, 나를 위한 것이 아니다."

### 참조주
1. ↑  Knipe, David M. (2015). 《Vedic Voices: Intimate Narratives of a Living Anthra Tradition》. Oxford: Oxford University Press.
2. ↑  Bodewitz, H.W. (1976). 《The Daily Evening and Morning Offering (Agnihotra) According to the Brāhmaṇas》 9789004045323판. Leiden: E.J. Brill. 2–3쪽.
3. ↑  Renou, Louis (1947). 《Vedic India》. Susil Gupta. 102쪽.
4. ↑  Shibani Roy; S. H. M. Rizvi (2002). 《Encyclopaedia of Indian surnames》. B.R. 6쪽. ISBN 978-81-7646-247-1.
5. 1 2  Dumont, Paul-Emile (1964년 8월 27일). 《The Agnihotra (Or Fire-God Oblation) in the Taittirīya-Brāhmaṇa: The First Prapāṭhaka of the Second Kāṇḍa of the Taittirīya-Brāhmaṇa with Translation》. 《Proceedings of the American Philosophical Society》 108. 337–338쪽. JSTOR 985912. 2021년 9월 23일에 확인함.
6. 1 2  Keith, Arthur Berriedale (1925). 《The Religion and Philosophy of the Veda and Upanishads》. Harvard University Press. 318쪽.
7. ↑  Olivelle, Patrick (1996). 《Upaniṣads: A New Translation by Patrick Olivelle》 2판. Oxford: Oxford University Press. xlii–xliv쪽. ISBN 0192835769.
8. 1 2  Madan, Haloi (2018). 《The Agnistoma Somayaga in the Shukla Yajurveda》 (학위논문). Guwahati: 가우하티 대학교. 2025년 5월 20일에 확인함.
9. ↑  Dalal, Roshen (2014). 《The Vedas: An Introduction to Hinduism's Sacred Texts》. Penguin Books. ISBN 9788184757637.
10. ↑  Ram Sharan Sharma (1990). 《Śūdras in Ancient India: A Social History of the Lower Order Down to Circa A.D. 600》. Motilal Banarsidass. 60–61, 192–200, 261–267 with footnotes쪽. ISBN 978-81-208-0706-8.
11. ↑  Bodewitz 1976, 14-29쪽.
12. 1 2  Witzel, Michael (1992).  Hoek, A W van den; Kolff, D H A; Oort, M S, 편집. 《Meaningful Rituals: Vedic, Medieval, and Contemporary Concepts in the Nepalese Agnihotra Ritual》. 《Ritual, State and History in South Asia: Essays in Honour of J.C. Heesterman》 (E J Brill). 774–828쪽. doi:10.1163/9789004643994_044. ISBN 9004094679.
13. ↑  Rajopadhyaya, Abhas D (2017). 《Fire Rituals in Newār Community: The Dynamics of Rituals at Agnimaṭha, Pāṭan [MA Thesis]》. Kathmandu: Department of Anthropology, Tri-Chandra College (affiliated to Tribhuvan University).
14. ↑  Witzel, Michael (1986). 〈Agnihtora-Rituale in Nepal〉 [Agnihotra Ritual in Nepal].   Kölver, B; Leinhard, Seigfried. 《Formen kulturellen Wandels und andere Beirtaege zur Erforschung des Himalaya》. St Augustin: VGH Wissenschaftsverlag. 157–187쪽.
15. ↑  Adcock, C.S. (2013). 《The Limits of Tolerance Indian: Secularism and the Politics of Religious Freedom》. Oxford: Oxford University Press. 43쪽.
16. ↑  “'Mass agnihotra' camp conducted”. 《The Hindu》. 2012년 3월 12일. 2021년 7월 29일에 확인함.
17. ↑  “Pseudo science abounds Krishi Mela 2017”. 《The Hindu》.
18. ↑  Kratz, Sylvia; Schung, Ewald (2007). 《Homa Farming - a vedic fire for agriculture: Influence of Agnihotra ash on water solubility of soil P》 (PDF). 《Landbauforschung Völkenrode》. 207–11쪽. 2021년 8월 19일에 확인함.
19. ↑  “Mantras”. 《Agnihotra.org — Agnihotra & Homa Therapy Information》. Homa Therapy. 2021년 12월 19일에 확인함.